# Taihei Katō
Pour les articles homonymes, voir Kato.
Taihei Katō (加藤 大平, Katō Taihei), né le 30 juillet 1984 à Wassamu (Hokkaidō), est un coureur du combiné nordique japonais. 

## Carrière
Membre du club de Sapporo, il a commencé sa carrière internationale en Coupe du monde B en janvier 2003, lors d'une épreuve se déroulant à Štrbské Pleso (Slovaquie). Ses débuts en Coupe du monde ont lieu en janvier 2007, lors d'une épreuve se déroulant à Lahti ; il s'y octroie la 29e place.
En 2009, après avoir signé son premier top dix en Coupe du monde à Chaux-Neuve (8e), il est médaillé d'or par équipes avec Yusuke Minato, Akito Watabe et Norihito Kobayashi aux Championnats du monde de Liberec.
Aux Jeux olympiques d'hiver de 2010 à Vancouver, il est 24e et 30e en indivduel, ainsi que sixième par équipes.
Il réalise sa meilleure performance en Coupe du monde avec troisième place en mars 2012 lors de la dernière épreuve de la Coupe du monde 2012 à Holmenkollen, le stade nordique d'Oslo. Il réédite cette performance un an plus tard à Lahti, lui permettant de finir quatorzième au classement général en fin de saison. En 2013, il réalise aussi sa meilleure performance individuelle aux Championnats du monde, prenant la  sixième position au petit tremplin.
Aux Jeux olympiques d'hiver de 2014, il est 31e sur la compétition avec petit tremplin, tandis qu'il chute au grand tremplin, se brisant le coude.
Lors de la saison 2014-2015, il dispute ses cinquièmes et derniers championnats du monde à Falun et est l'auteur de son ultime top dix en Coupe du monde à Holmenkollen.
Il prend sa retraite en 2018.

## Palmarès

### Jeux olympiques d'hiver
| Épreuve / Édition | Épreuve / Édition | Vancouver 2010 | Sotchi 2014 |
| Par équipes       | Par équipes       | 6e             | —           |
| Gundersen         | Petit tremplin    | 24e            | 31e         |
| Gundersen         | Grand tremplin    | 30e            | DNS         |

### Championnats du monde
| Épreuve / Édition | Épreuve / Édition | Sapporo 2007 | Liberec 2009 | Oslo 2011 | Val di Fiemme 2013 | Falun 2015 |
| Sprint            | Sprint            | 32e          | -            | -         | -                  | -          |
| Gundersen         | Gundersen         | 27e          | -            | -         | -                  | -          |
| Départ en ligne   | Départ en ligne   | -            | 27e          | -         | -                  | -          |
| Gundersen         | PT                | -            | -            | -         | 6e                 | 17e        |
| Gundersen         | GT                | -            | 23e          | 25e       | 13e                | 20e        |
| Par équipes       | PT                | -            | -            | -         | 4e                 | 6e         |
| Par équipes       | GT                | 8e           | Or           | 5e        | 4e                 |            |

Légende ; PT = petit tremplin, GT = grand tremplin

### Coupe du monde
- Meilleur classement général : 14e en 2013.
- 2 podiums individuels.
- 1 podium par équipes.

#### Différents classements en Coupe du monde
| Année     | Classement général final |
| 2006-2007 | 50e                      |
| 2007-2008 | 48e                      |
| 2008-2009 | 29e                      |
| 2009-2010 | 30e                      |
| 2010-2011 | 31e                      |
| 2011-2012 | 25e                      |
| 2012-2013 | 14e                      |
| 2013-2014 | 37e                      |
| 2014-2015 | 19e                      |
| 2015-2016 | 49e                      |
| 2016-2017 | 40e                      |
| 2017-2018 | 37e                      |